# Dalgety Agra Polska
Dalgety Agra Polska – polskie przedsiębiorstwo z branży rolniczej, zajmujące się kompleksową obsługą i doradztwem rolniczym.

## Historia
- Korzenie przedsiębiorstwa sięgają 1843 roku, kiedy to Federic Dalgety inwestujował pieniądze zarobione w Australii podczas "gorączki złota", zakładając spółkę akcyjną DALGETY PLC i wprowadzał ją na londyńską giełdę. Działalność przedsiębiorstwa obejmowała teren Australii i Nowej Zelandii. Polegała ona głównie na handlu bydłem i owcami, mięsem oraz wełną.
- W ciągu kilku lat DALGETY PLC angażowało się w produkcję mrożonej żywności, przemysł mięsny i import nowozelandzkiej baraniny.
- W latach 70. XIX wieku DALGETY PLC kupowało przedsiębiorstwo Henry Franklin - dystrybutora środków do produkcji rolnej i producenta pasz oraz przemianowuje się na Dalgety Franklin, następnie na Dalgety Agriculture
- Rok 1979 to zakup przedsiębiorstwa Spillers, zajmującego się dystrybucją w rolnictwie, młynarstwem, piekarstwem, słodownictwem i produkcją karmy dla zwierząt. Tym samym Dalgety Agriculture stała się największym brytyjskim dystrybutorem.
- Lata 80.-90. to rozwój przedsiębiorstwa na terenach Europy Zachodniej i Stanów Zjednoczonych.
- W roku 1996 podjęto decyzje o rozpoczęciu działalności w krajach byłego bloku wschodniego, czego pierwszym krokiem było założenie przedsiębiorstwa Dalgety Agra Polska sp. z o.o. na terenie Polski
- W styczniu 1997 powstało pierwsze biuro regionalne w Poznaniu
- W maju 1997 roku Dalgety Agra Polska przejmowało przedsiębiorstwo Alczes sp. z o.o., największego dystrybutora na Warmii i Mazurach, na bazie którego powstaje biuro regionalne w Olsztynie
- Rok 1998 to zakup od przedsiębiorstwa Rolimpex S.A. Centrali Nasiennej w Aleksandrowie Kujawskim, na bazie której powstało biuro regionalne w Aleksandrowie Kujawskim
- Rok 1999 to przebudowa centrali nasiennej w nowoczesny zakład do produkcji materiału siewnego, powstanie biur regionalnych w Pszennie koło Świdnicy i Lublinie
- W grudniu 2003 Dalgety Agra Polska dołączalo do grupy MASSTOCK, jednego z największych dystrybutorów agrochemii w Europie
- Lata 2005 - 2008 to przebudowy, ulepszenia zarówno zakładu produkcyjnego jak i systemów informatycznych działających w przedsiębiorstwie.
- Styczeń 2008 - przedsiębiorstwa MASSTOCK i Dalgety Agra Polska Sp. z o.o. dołączają do grupy kapitałowej ORIGIN, lidera irlandzkiego rynku nawozowo-paszowo-młynarskiego.
- Sierpień 2015 połączenie z grupą Kazgod i przejęcie 100% odpowiedzialności za Grupę Kapitałową Kazgod (Kazgod, Agro-Bakałarzewo i Agro Plus)

## Oddziały
Dalgety to pięć oddziałów na terenie Polski:
- Biuro regionalne w Poznaniu
- Biuro regionalne w Aleksandrowie Kujawskim
- Biuro regionalne w Olsztynie
- Biuro regionalne w Lublinie
- Biuro regionalne w Pszennie

## Przedmiot działalności
- dystrybucja nawozów i środków chemicznych stosowanych w rolnictwie
- produkcja i sprzedaż nasion
- import i eksport zbóż
- doradztwo rolnicze

## Statystyki
- 466 miejsce w rankingu Rzeczypospolitej "2000 największych przedsiębiorstw w Polsce" z dnia 25.10.2011
- Obrót netto: 1.100 mln zł
- Współczynnik płynności 2,1
- Zatrudnienie 174 osoby (w tym 95 osób bezpośredni kontakt z klientem - rolnikiem)
- Średnia wieku pracownika - 32 lata